# Vattenbruk

Fördelning mellan vildfångad fisk (blått, nederst) och odlad fisk (grönt, överst)

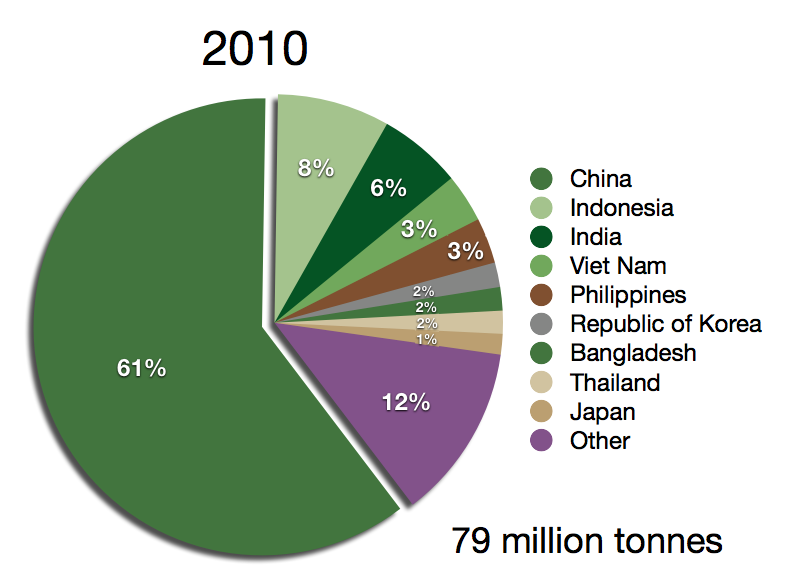
Fördelning av den globala vattenbrukproduktionen 2010.

Vattenbruk eller akvakultur är en form av naturbruk där människan odlar organismer i vatten, vanligtvis i havet eller i bassänger. Det som odlas är till exempel fisk, skaldjur, alger eller vattenväxter för att användas som till exempel livsmedel.
Ungefär varannan fisk som konsumeras i världen bedöms vara odlad.

## Exempel på vattenbruk
- Fiskodlingar (till exempel odlad lax eller torsk)
- Utplantering av fisk i tjärnar[källa behövs]
- Ostronodling, musselodling och pärlodling
- Odling av jätteräkor
- Sköldpaddsodling, där sköldpaddorna säljs som mat, mediciningredienser eller som husdjur

## Vattenbruk i Sverige
Vattenbruket i Sverige har mer än fördubblats sedan början på 2000-talet och 2012 fanns det 183 odlingar.

## Bildgalleri

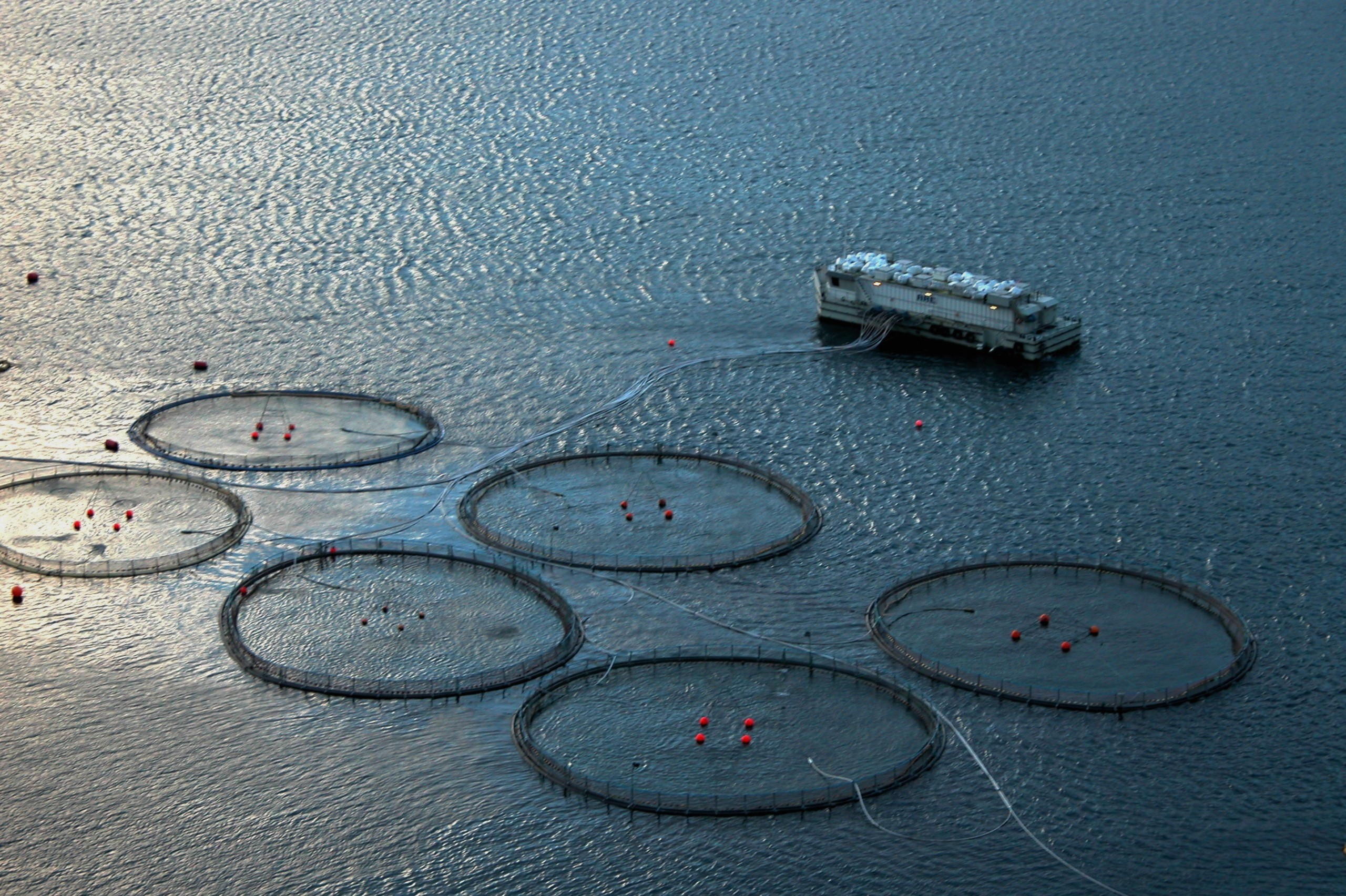
Fiskodling.
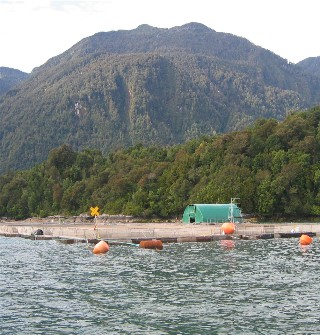
Vattenbruk i Zona Sur, södra Chile.
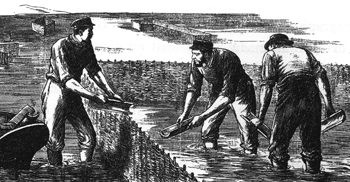
Illustration av ostronodling cirka år 1880.
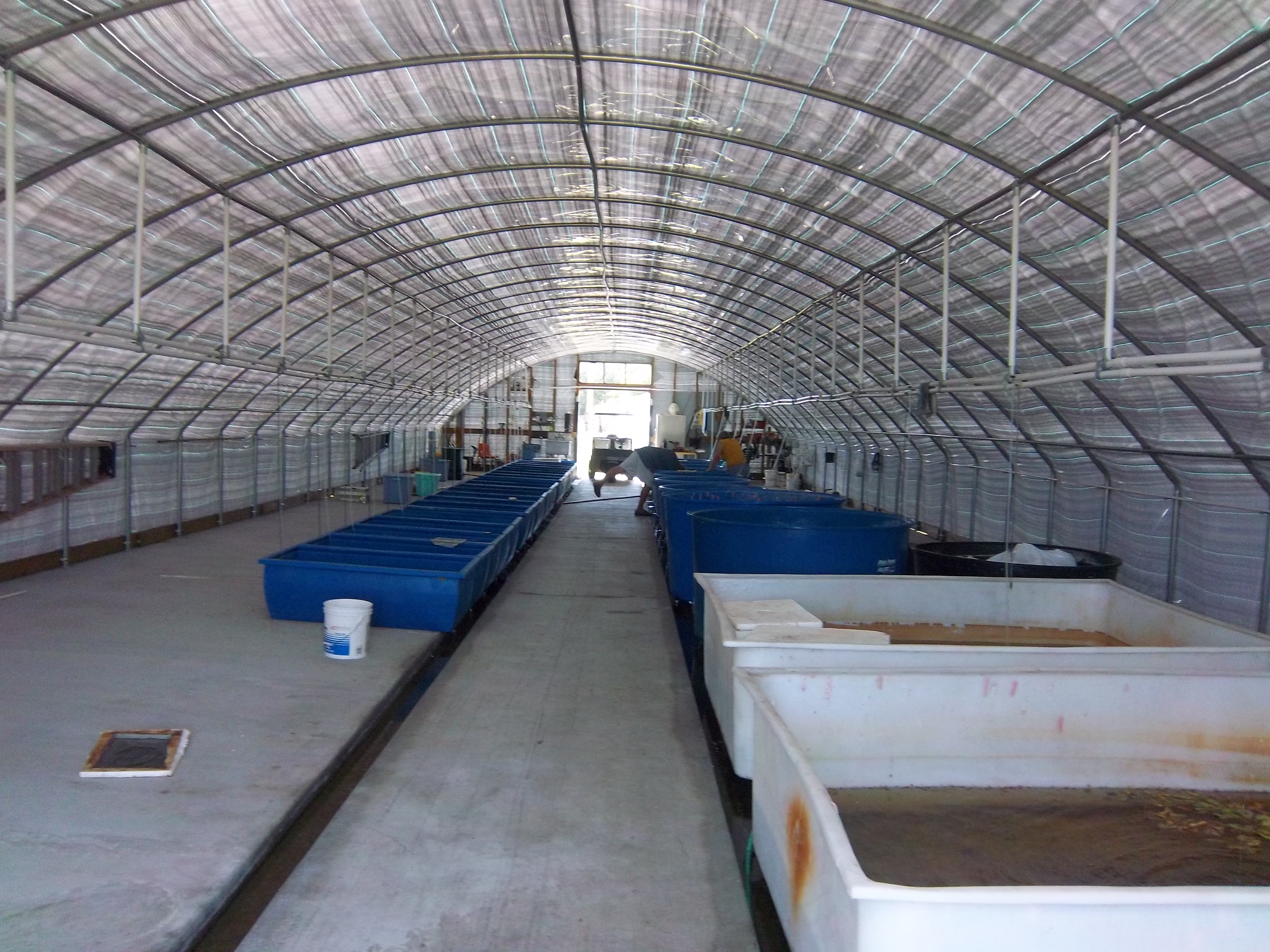
Odling inomhus i växthus.
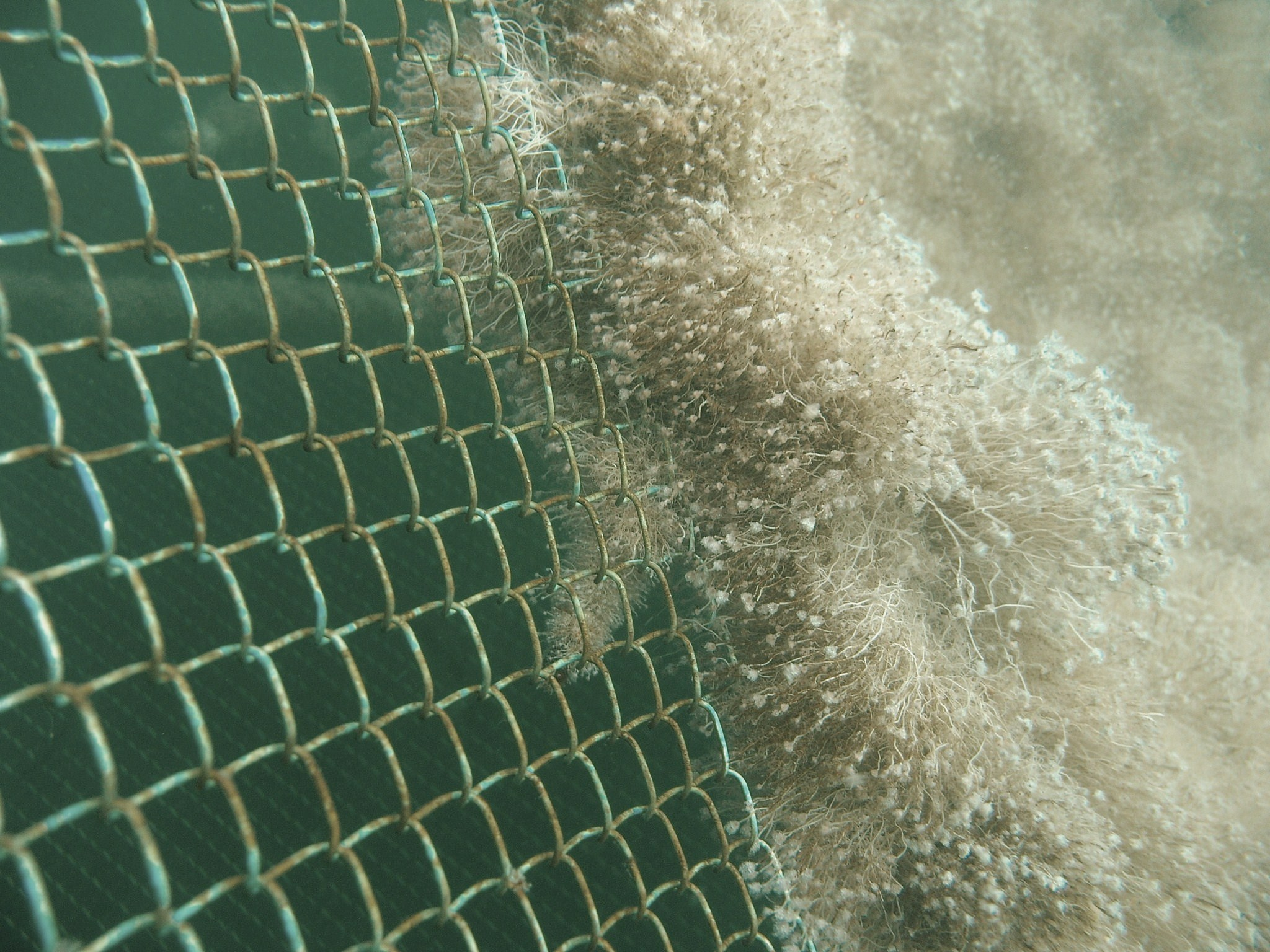
Val av kopparlegering kan minska tillväxt av mikroorganismer och alger vid vattenbruk.
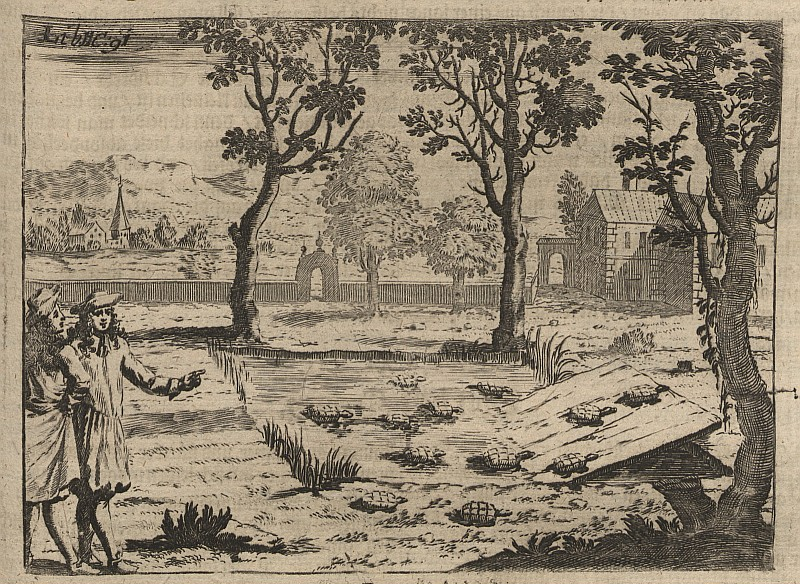
Illustration av sköldpaddsodling från slutet av 1600-talet (från Georgica curiosa).